# César/Bestes Erstlingswerk

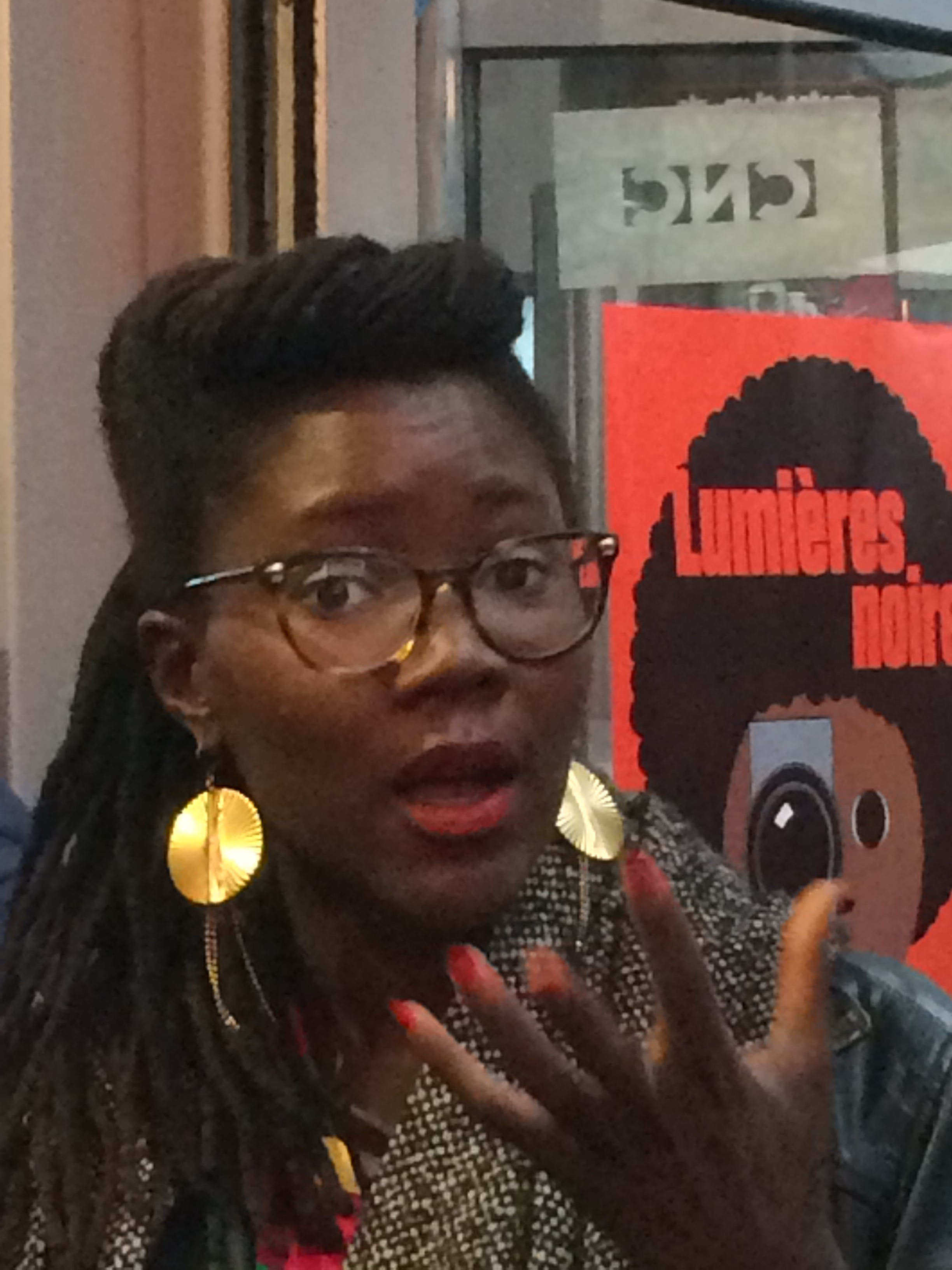
Preisträger 2023: Das Filmdrama Saint Omer von Alice Diop

Der César in der Kategorie Bestes Erstlingswerk (Meilleur premier film) wird seit 1982 verliehen. Die Mitglieder der Académie des Arts et Techniques du Cinéma vergeben ihre Auszeichnungen für die besten Filmproduktionen und Filmschaffenden rückwirkend für das vergangene Kinojahr.
Die unten aufgeführten Filme werden mit ihrem deutschen Verleihtitel (sofern vorhanden) angegeben, danach folgt in Klammern in kursiver Schrift der französische Originaltitel und der Name des Regisseurs. Die Nennung des französischen Originaltitels entfällt, wenn deutscher und französischer Filmtitel identisch sind. Die Gewinner stehen hervorgehoben an erster Stelle.

## 1980er-Jahre
1982
Diva – Regie: Jean-Jacques Beineix
- Eine Angelegenheit unter Männern (Une affaire d’hommes) – Regie: Nicolas Ribowski
- Le jardinier – Regie: Jean-Pierre Sentier
- Schnee (Neige) – Regie: Jean-Henri Roger und Juliet Berto

1983
Mourir à trente ans – Regie: Romain Goupil
- Josepha – Regie: Christopher Frank
- Kaltes Blut (Tir groupé) – Regie: Jean-Claude Missiaen
- Lettres d’amour en Somalie – Regie: Frédéric Mitterrand

1984
Die Straße der Negerhütten (Rue Cases Nègres) – Regie: Euzhan Palcy
- Le destin de Juliette – Regie: Aline Issermann
- Der letzte Kampf (Le dernier combat) – Regie: Luc Besson
- Spur der Zeit (La trace) – Regie: Bernard Favre

1985
Gefährliche Züge (La diagonale du fou) – Regie: Richard Dembo
- Boy Meets Girl – Regie: Leos Carax
- Souvenirs, Souvenirs (Souvenirs, souvenirs) – Regie: Ariel Zeitoun
- Zwei Fische auf dem Trockenen (Marche à l’ombre) – Regie: Michel Blanc

1986
Tee im Harem des Archimedes (Le thé au harem d’Archimède) – Regie: Mehdi Charef
- Harem – Regie: Arthur Joffé
- La nuit porte-jarretelles – Regie: Virginie Thévenet
- Streng persönlich (Strictement personnel) – Regie: Pierre Jolivet

1987
Die Frau meines Lebens (Femme de ma vie) – Regie: Régis Wargnier
- Black Mic-Mac (Black mic-mac) – Regie: Thomas Gilou
- Ich hasse Schauspieler! (Je hais les acteurs) – Regie: Gérard Krawczyk
- Schwarz und weiß (Noir et blanc) – Regie: Claire Devers

1988
L’œil au beurre noir – Regie: Serge Meynard
- Avril brisé – Regie: Liria Bégéja
- Flag – Regie: Jacques Santi
- Le jupon rouge – Regie: Geneviève Lefebvre
- Le moine et la sorcière – Regie: Suzanne Schiffman

1989
Das Leben ist ein langer, ruhiger Fluß (La vie est un long fleuve tranquille) – Regie: Étienne Chatiliez
- Camille Claudel – Regie: Bruno Nuytten
- Chocolat – Verbotene Sehnsucht (Chocolat) – Regie: Claire Denis
- Nächtliche Sehnsucht – Hemmungslos (Drôle d’endroit pour une rencontre) – Regie: François Dupeyron

## 1990er-Jahre
1990
Eine Welt ohne Mitleid (Un monde sans pitié) – Regie: Éric Rochant
- Mistkerle (Peaux de vaches) – Regie: Patricia Mazuy
- La salle de bain – Regie: John Lvoff
- Suivez cet avion – Regie: Patrice Ambard
- Der Tod spielt mit (La soule) – Regie: Michel Sibra
- Tolérance – Regie: Pierre-Henry Salfati

1991
Die Verschwiegene (La discrète) – Regie: Christian Vincent
- Halfaouine – Zeit der Träume (Halfaouine – l’enfant des terrasses) – Regie: Férid Boughedir
- Mado, poste restante – Regie: Aleksandr Adabashyan
- Outremer – Regie: Brigitte Roüan
- Weekend für zwei (Un week-end sur deux) – Regie: Nicole Garcia

1992
Delicatessen – Regie: Marc Caro und Jean-Pierre Jeunet
- Les arcandiers – Regie: Manuel Sanchez
- L’autre – Regie: Bernard Giraudeau
- Fortune express – Regie: Olivier Schatzky
- Lune froide – Regie: Patrick Bouchitey

1993
Wilde Nächte (Les nuits fauves) – Regie: Cyril Collard
- Kleine Fische, große Fische (Riens du tout) – Regie: Cédric Klapisch
- Nord – Regie: Xavier Beauvois
- Die Wache (La sentinelle) – Regie: Arnaud Desplechin
- Das Zebra (Le zèbre) – Regie: Jean Poiret

1994
Der Duft der grünen Papaya (Odeur de la papaye verte) – Regie: Trần Anh Hùng
- Le fils du requin – Regie: Agnès Merlet
- Der Killer und das Mädchen (Cible émouvante) – Regie: Pierre Salvadori
- Lola liebts schwarzweiß (Métisse) – Regie: Mathieu Kassovitz
- Verrückt – nach Liebe (Les gens normaux n’ont rien d’exceptionnel) – Regie: Laurence Ferreira Barbosa

1995
Wenn Männer fallen (Regarde les hommes tomber) – Regie: Jacques Audiard
- Die Auferstehung des Colonel Chabert (Le colonel Chabert) – Regie: Yves Angelo
- Mina Tannenbaum – Regie: Martine Dugowson
- Die Sandburg (Petits arrangements avec les morts) – Regie: Pascale Ferran
- Überdreht und durchgeknallt (Personne ne m’aime) – Regie: Marion Vernoux

1996
Alles kein Problem! (Les trois frères) – Regie: Didier Bourdon und Bernard Campan
- Haben (oder nicht) (En avoir (ou pas)) – Regie: Laetitia Masson
- Pigalle – Regie: Karim Dridi
- Rosine – Regie: Christine Carrière
- Wutentbrannt (Etat des lieux) – Regie: Jean-François Richet und Patrick Dell’Isola

1997
Gibt es zu Weihnachten Schnee? (Y aura-t-il de la neige à Noël?) – Regie: Sandrine Veysset
- Bernie – Regie: Albert Dupontel
- Encore – Immer wieder die Frauen… (Encore) – Regie: Pascal Bonitzer
- Lügen der Liebe (L’appartement) – Regie: Gilles Mimouni
- Mikrokosmos – Das Volk der Gräser (Microcosmos, le peuple de l’herbe) – Regie: Claude Nuridsany und Marie Pérennou

1998
Didier – Regie: Alain Chabat
- L’autre côté de la mer – Regie: Dominique Cabrera
- Les démons de Jésus – Regie: Bernie Bonvoisin
- Das Leben des Jesu (La vie de Jésus) – Regie: Bruno Dumont
- Mein Leben in Rosarot (Ma vie en rose) – Regie: Alain Berliner

1999
Dieu seul me voit – Regie: Bruno Podalydès
- Le gone du Chaâba – Regie: Christophe Ruggia
- Hinterland (L’arrière-pays) – Regie: Jacques Nolot
- Jeanne et le garçon formidable – Regie: Jacques Martineau und Olivier Ducastel
- Liebe das Leben (La vie rêvée des anges) – Regie: Erick Zonca

## 2000er-Jahre
2000
Späte Reise (Voyages) – Regie: Emmanuel Finkiel
- La bûche – Regie: Danièle Thompson
- Hoch die Herzen (Haut les cœurs!) – Regie: Sólveig Anspach
- Karnaval – Regie: Thomas Vincent
- Rekordjäger (Les convoyeurs attendent) – Regie: Benoît Mariage

2001
Der Jobkiller (Ressources humaines) – Regie: Laurent Cantet
- Spuren von Blut (Scenes de crimes) – Regie: Frédéric Schoendoerffer
- La squale – Regie: Fabrice Genestal
- Uneasy Rider (Nationale 7) – Regie: Jean-Pierre Sinapi

2002
No Man’s Land (Ničija zemlja) – Regie: Danis Tanovic
- Meine Frau, die Schauspielerin (Ma femme est une actrice) – Regie: Yvan Attal
- Grégoire Moulin gegen den Rest der Welt (Grégoire Moulin contre l’humanité) – Regie: Artus de Penguern
- Nomaden der Lüfte – Das Geheimnis der Zugvögel (Le peuple migrateur) – Regie: Jacques Perrin, Michel Debats und Jacques Cluzaud
- Eine Schwalbe macht den Sommer (Une hirondelle a fait le printemps) – Regie: Christian Carion

2003
Claire – Se souvenir des belles choses (Se souvenir des belles choses) – Regie: Zabou Breitman
- Bad, Bad Things (Mon idole) – Regie: Guillaume Canet
- Carnages – Regie: Delphine Gleize
- Filles perdues, cheveux gras – Regie: Claude Duty
- Irène – Regie: Ivan Calbérac

2004
Seit Otar fort ist… (Depuis qu’Otar est parti …) – Regie: Julie Bertuccelli
- Eher geht ein Kamel durchs Nadelöhr… (Il est plus facile pour un chameau …) – Regie: Valeria Bruni-Tedeschi
- Das große Rennen von Belleville (Les triplettes de Belleville) – Regie: Sylvain Chomet
- Père et fils – Regie: Michel Boujenah
- Wer tötete Bambi? (Qui a tué Bambi?) – Regie: Gilles Marchand

2005
Wenn die Flut kommt (Quand la mer monte …) – Regie: Gilles Porte und Yolande Moreau
- Eine einmalige Chance (Violence des échanges en milieu tempéré) – Regie: Jean-Marc Moutout
- Die Kinder des Monsieur Mathieu (Les choristes) – Regie: Christophe Barratier
- Die Perlenstickerinnen (Brodeuses) – Regie: Éléonore Faucher
- Podium – Regie: Yann Moix

2006
Darwin’s Nightmare – Regie: Hubert Sauper
- Anthony Zimmer – Regie: Jérôme Salle
- Douches froides – Regie: Antony Cordier
- Mein kleines Jerusalem (La petite Jérusalem) – Regie: Karin Albou
- Die Reise der Pinguine (La marche de l’empereur) – Regie: Luc Jacquet

2007
Sie sind ein schöner Mann (Je vous trouve très beau) – Regie: Isabelle Mergault
- 13 Tzameti – Regie: Géla Babluani
- Les fragments d’Antonin – Regie: Gabriel Le Bomin
- Keine Lüge ohne dich (Mauvaise foi) – Regie: Roschdy Zem
- Verzeiht mir (Pardonnez-moi) – Regie: Maïwenn

2008
Persepolis (Persépolis) – Regie: Vincent Paronnaud und Marjane Satrapi
- Ceux qui restent – Regie: Anne Le Ny
- Et toi t’es sur qui? – Regie: Lola Doillon
- Water Lilies (Naissance des pieuvres) – Regie: Céline Sciamma
- Tout est pardonné – Regie: Mia Hansen-Løve

2009
So viele Jahre liebe ich dich (Il y a longtemps que je t’aime) – Regie: Philippe Claudel
- Home – Regie: Ursula Meier
- Maskeraden (Mascarades) – Regie: Lyes Salem
- Ohne Schuld (Pour elle) – Regie: Fred Cavayé
- Versailles – Regie: Pierre Schoeller

## 2010er-Jahre
2010
Jungs bleiben Jungs (Les beaux gosses) – Regie: Riad Sattouf
- Le dernier pour la route – Regie: Philippe Godeau
- Erst einer, dann alle (Qu’un seul tienne et les autres suivront) – Regie: Léa Fehner
- Espion(s) – Regie: Nicolas Saada
- Triff die Elisabeths! (La première étoile) – Regie: Lucien Jean-Baptiste

2011
Gainsbourg – Der Mann, der die Frauen liebte (Gainsbourg (Vie héroïque)) – Regie: Joann Sfar
- Der Auftragslover (L’arnacœur) – Regie: Pascal Chaumeil
- Simon Werner fehlt (Simon Werner a disparu …) – Regie: Fabrice Gobert
- Tête de turc – Regie: Pascal Elbé
- Tout ce qui brille – Regie: Géraldine Nakache und Hervé Mimran

2012
Das Schwein von Gaza (Le cochon de Gaza) – Regie: Sylvain Estibal
- 17 Mädchen (17 filles) – Regie: Muriel und Delphine Coulin
- Angèle und Tony (Angèle et Tony) – Regie: Alix Delaporte
- My Little Princess – Regie: Eva Ionesco
- Nathalie küsst (La délicatesse) – Regie: Stéphane und David Foenkinos

2013
Louise Wimmer – Regie: Cyril Mennegun
- 40 Brüder (Rengaine) – Regie: Rachid Djaïdani
- Augustine – Regie: Alice Winocour
- Comme des frères – Regie: Hugo Gélin
- Mademoiselle Populaire (Populaire) – Regie: Régis Roinsard

2014
Maman und ich (Les garçons et Guillaume, à table!) – Regie: Guillaume Gallienne
- La fille du 14 juillet – Regie: Antonin Peretjatko
- Portugal, mon amour (La cage dorée) – Regie: Ruben Alves
- Der Präsident und meine Kinder (La bataille de Solférino) – Regie: Justine Triet
- Zwischen den Wellen (En solitaire) – Regie: Christophe Offenstein

2015
Liebe auf den ersten Schlag (Les combattants) – Regie: Thomas Cailley
- Alice und das Meer (Fidelio, l’odyssée d’Alice) – Regie: Lucie Borleteau
- Elle l’adore – Regie: Jeanne Herry
- Party Girl – Regie: Marie Amachoukeli, Claire Burger, Samuel Theis
- Qu’Allah bénisse la France – Regie: Abd al Malik

2016
Mustang – Regie: Deniz Gamze Ergüven
- L’affaire SK1 – Regie: Frédéric Tellier
- Les cowboys – Regie: Thomas Bidegain
- Ni le ciel ni la terre – Regie: Clément Cogitore
- Nous trois ou rien – Regie: Kheiron Tabib

2017
Divines – Regie: Houda Benyamina
- Cigarettes et chocolat chaud – Regie: Sophie Reine
- Diamant noir – Regie: Arthur Harari
- Rosalie Blum – Regie: Julien Rappeneau
- Die Tänzerin (La danseuse) – Regie: Stéphanie Di Giusto

2018
Bloody Milk (Petit paysan) – Regie: Hubert Charuel
- Bonjour Paris (Jeune femme) – Regie: Léonor Serraille
- Lieber leben (Patients) – Regie: Grand Corps Malade und Mehdi Idir
- Die Poesie der Liebe (Monsieur & Madame Adelman) – Regie: Nicolas Bedos
- Raw (Grave) – Regie: Julia Ducournau

2019
Sheherazade – Eine Liebe in Marseille (Shéhérazade) – Regie: Jean-Bernard Marlin
- L’amour flou – Regie: Romane Bohringer, Philippe Rebbot
- Les chatouilles – Regie: Andréa Bescond, Éric Métayer
- Nach dem Urteil (Jusqu’à la garde) – Regie: Xavier Legrand
- Sauvage – Regie: Camille Vidal-Naquet

## 2020er-Jahre
2020
Papicha - Der Traum von Freiheit – Regie: Mounia Meddour
- Atlantique – Regie: Mati Diop
- Das Land meines Vaters (Au nom de la terre) – Regie: Édouard Bergeon
- The Wolf’s Call – Entscheidung in der Tiefe (Le chant du loup) – Regie: Antonin Baudry
- Die Wütenden – Les misérables (Les misérables) – Regie: Ladj Ly

2021
Wir beide (Deux) – Regie: Filippo Meneghetti
- Auf der Couch in Tunis (Un divan à Tunis) – Regie: Manele Labidi
- Die Rolle meines Lebens (Garçon chiffon) – Regie: Nicolas Maury
- Mignonnes – Regie: Maïmouna Doucouré
- Einfach schwarz (Tout simplement noir) – Regie: Jean-Pascal Zadi und John Wax

2022
Die Magnetischen (Les magnétiques) – Regie: Vincent Maël Cardona
- Gagarin – Einmal schwerelos und zurück (Gagarine) – Regie: Fanny Liatard und Jérémy Trouilh
- Schwarm der Schrecken (La nuée) – Regie: Just Philippot
- Der Schneeleopard (La panthère des neiges) – Regie: Marie Amiguet und Vincent Munier
- Slalom – Regie: Charlène Favier

2023
Saint Omer – Regie: Alice Diop
- Bruno Reidal – Geständnis eines Mörders (Bruno Reidal) – Regie: Vincent Le Port
- Falcon Lake  – Regie: Charlotte Le Bon
- Les pires – Regie: Lise Akoka, Romane Gueret
- Le sixième enfant – Regie: Léopold Legrand

2024
Schrottplatzköter (Chien de la casse) – Regie: Jean-Baptiste Durand
- Bernadette – Regie: Léa Domenach
- Le ravissement – Regie: Iris Kaltenbäck
- Vermines – Regie: Sébastien Vaniček
- Vincent Must Die (Vincent doit mourir) – Regie: Stéphan Castang

2025
Könige des Sommers (Vingt Dieux) – Regie: Louise Courvoisier
- Le royaume – Regie: Julien Colonna
- Die Schattenjäger (Les fantômes) – Regie: Jonathan Millet
- Was ist schon normal? (Un p’tit truc en plus) – Regie: Artus
- Wilder Diamant (Diamant brut) – Regie: Agathe Riedinger